# Lobocleta oretilia
Lobocleta oretilia är en fjärilsart som beskrevs av Druce 1893. Lobocleta oretilia ingår i släktet Lobocleta och familjen mätare. Inga underarter finns listade i Catalogue of Life.